# Ніщевиці
Ніщевиці (пол. Niszczewice) — село в Польщі, у гміні Злотники-Куявські Іновроцлавського повіту Куявсько-Поморського воєводства.
Населення — 489 осіб (2011).
У 1975-1998 роках село належало до Бидгощського воєводства.

## Демографія
Демографічна структура станом на 31 березня 2011 року:
|          | Загалом | Допрацездатний вік | Працездатний вік | Постпрацездатний вік |
| -------- | ------- | ------------------ | ---------------- | -------------------- |
| Чоловіки | 251     | 49                 | 179              | 23                   |
| Жінки    | 238     | 54                 | 130              | 54                   |
| Разом    | 489     | 103                | 309              | 77                   |